# Alzheimerova choroba

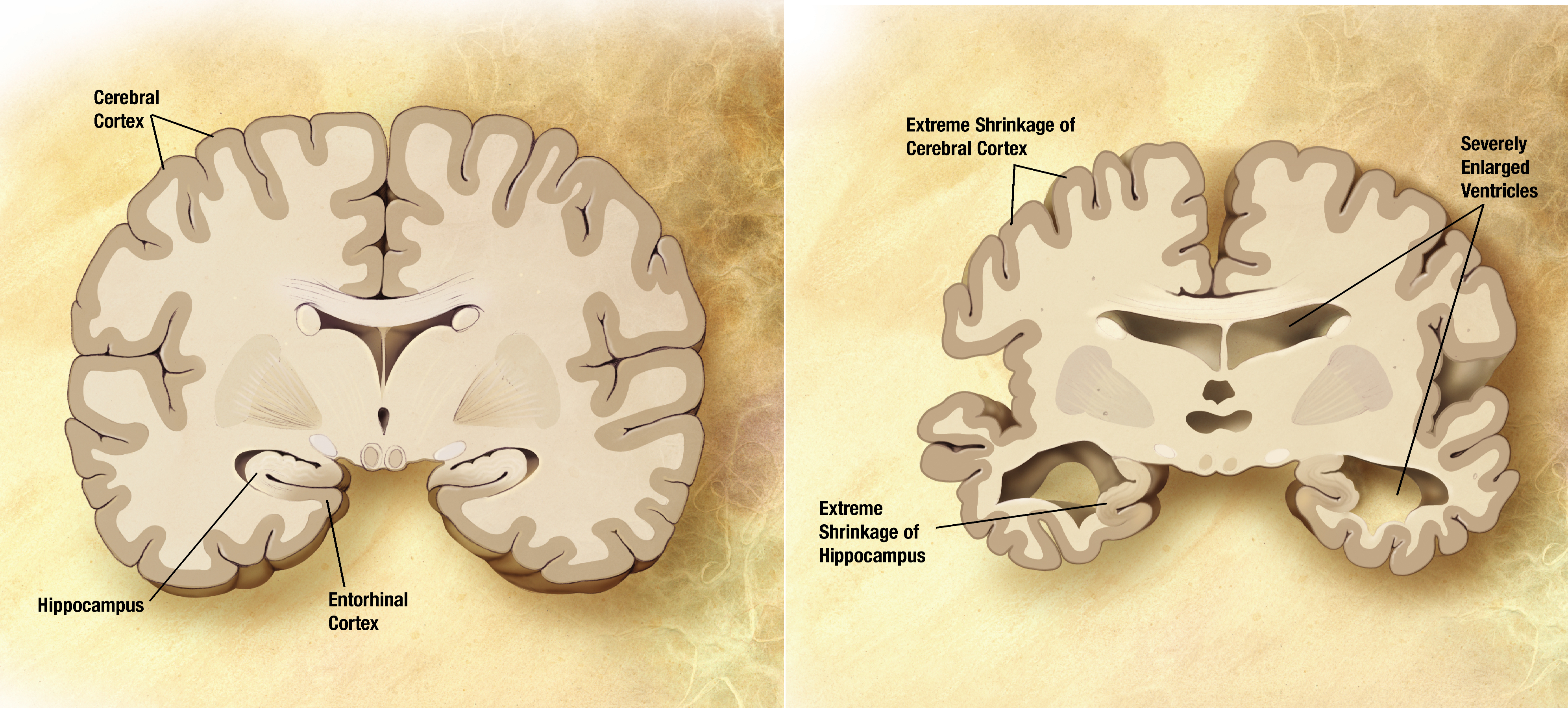
Degenerativní změny na mozku u pacientů s Alzheimerovou chorobou

Alzheimerova choroba (zkráceně AD z angl. Alzheimer's disease) je neurodegenerativní onemocnění mozku projevující se ztrátou nervových buněk v některých částech mozku. Jedná se o nejčastější typ demence – tzn. ztráty kognitivních schopností – u osob starších 65 let – k prvním příznakům patří poruchy paměti, postupně se přidává poškození kognitivních a intelektuálních, ale i fyzických schopností. Onemocnění popsal v roce 1906 německý lékař Alois Alzheimer.
Onemocnění se projevuje celou řadou typických příznaků v oblasti paměti (rychlé zapomínání, opakování stejných otázek, ztrácení předmětů a jejich odkládání na nesprávná místa, pokřivení paměti), jazykových schopností (obtížné hledání správných slov, mezery v řeči, používání nesprávných slov či jednodušších slov pro složitější myšlenku), orientaci v prostoru (problém s nalezením cesty, ztrácení se), výkonných funkcích (nesprávná rozhodnutí, obtíže s plánováním relativně jednoduchých aktivit) a chování (apatie, deprese, úzkost, vznětlivost a bludy).

## Příčiny
Příčiny Alzheimerovy choroby jsou velmi komplikované a pravděpodobně i poměrně variabilní. U tzv. familiární Alzheimerovy choroby, která se objevuje v raném věku (často již před 60. rokem života), hrají velký význam genetické příčiny. Častější je ovšem tzv. sporadická Alzheimerova choroba (85–90 % všech případů Alzheimerovy choroby), jejíž příznaky se poprvé objevují typicky mezi 60. a 70. rokem života. Familiární Alzheimerova choroba je obvykle způsobena vrozenými mutacemi v některých důležitých genech, jako je APP, tau a presenilin. Prvotním příčinám sporadické Alzheimerovy choroby rozumí věda méně, roli ale hraje obecné opotřebení tkání (patologie lysozomů, dysfunkce mitochondrií, oxidativní stres či zánětlivé projevy). Předpokládá se, že jak familiární, tak sporadická Alzheimerova choroba nakonec vedou k hromadění amyloidu beta (Aβ) v mozkové tkáni (a také hliníku). Aβ vzniká rozkladem amyloidového prekurzorového proteinu (APP) a u zdravých osob je jeho vznik v rovnováze s jeho rozkladem. Pokud tělo produkuje příliš amyloidu beta nebo není dostatečně rychle rozkládán a odstraňován, vznikají tzv. amyloidní plaky – oblasti mozku především v hipokampu a mozkové kůře, s velkou koncentrací akumulovaného amyloidu beta. Dochází k poškození nervových synapsí a axonů, tedy důležitých mozkových struktur, jejichž narušení vede k širokému spektru neurologických projevů, jež jsou pro Alzheimerovu chorobu typické.
Ve vzácných případech lze chorobou onemocnět přijetím proteinu nemocného člověka.

## Stádia nemoci

### Rané stadium
Obtížné dorozumívání, zapomínání, zakládání věcí, podezíravost, vztahovačnost, popírání problémů a poruchy paměti, dezorientace v čase, bloudění na známých místech, obtížné rozhodování a bezradnost, ztráta iniciativy, známky deprese, úzkosti a agresivity, ztráta zájmu o koníčky, změna osobnosti – sobeckost a egocentričnost.

### Střední stadium
Poruchy soudnosti, nekritičnost, prohlubování změn osobnosti, neschopnost vykonávat běžné aktivity jako je vaření a nakupování, potřeba pomoci při vykonávání osobní hygieny a oblékání, obtížná komunikace, toulání, bloudění, poruchy chování, halucinace, podezírání, stavy zmatenosti.

### Pozdní stadium
Poruchy příjmu potravy, nerozpoznání blízkých osob, ztráta schopnosti souvislé řeči, velké stavy zmatenosti, obtížná chůze, poruchy vylučování moči a stolice, úplná ztráta soběstačnosti, upoutání na invalidní vozík, tělesné i duševní chátrání, hubnutí, smrt.

## Diagnóza

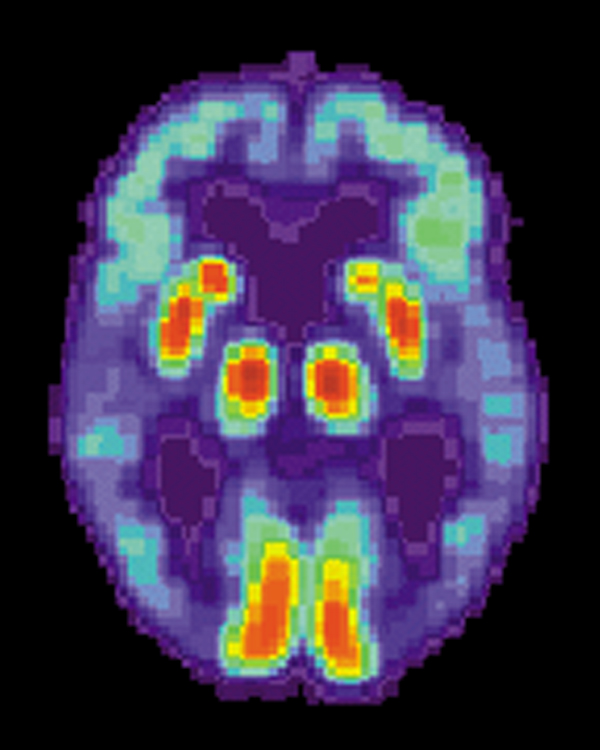
PET obraz mozku pacienta s Alzheimerovou chorobou (patrné je utlumení činnosti v parietální (temenní) oblasti

Kritéria pro diagnózu Alzheimerovy choroby stanovují dva hlavní dokumenty – DSM-5 (Diagnostic and Statistical Manual of Mental Disorders, edice 5) a NIA-AA (National Institute on Aging—Alzheimer’s Association Criteria). Hodnotí se přítomnost demence, nedostatečnosti v alespoň dvou kognitivních oblastech, pozvolný nástup a progresívní zhoršování stavu a dále je nutné vyloučit další možné příčiny demence. Diagnózu je možné podpořit také biochemickým vyšetřením mozkomíšního moku (snížená hladina rozpustného amyloidu Aβ42 a zvýšená hladina proteinu tau) a mozkovými zobrazovacími metodami, zejména pozitronovou emisní tomografií (PET) a magnetickou rezonancí (MRI).

## Prevence
V současné době neexistují dostatečné důkazy o jakékoliv preventivní technice, jež by jednoznačně spolehlivě zabránila nástupu Alzheimerovy choroby. Výsledky výzkumu v této oblasti jsou poměrně různorodé a protiřečí si. V některých studiích byl nalezen vztah mezi např. skladbou stravování, kardiovaskulárními onemocněními, užíváním některých léčiv a intelektuální aktivitou dotyčného, a rizikem vzniku Alzheimerovy choroby. Většina studií se domnívá, že zdravý životní styl snižuje pravděpodobnost nástupu Alzheimerovy choroby.[kdo?]

## Léčba

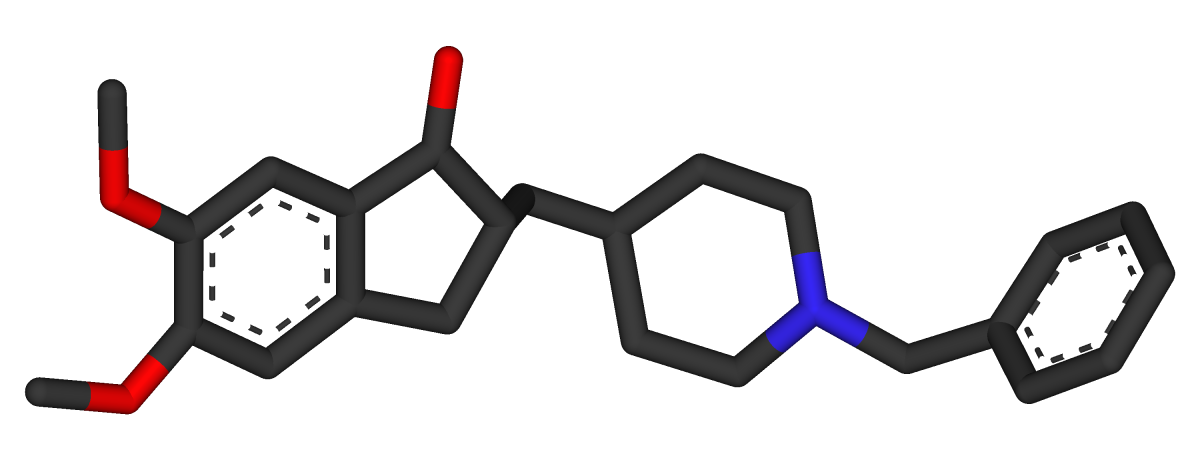
Donepezil, jedno z léčiv podávaných pacientům s Alzheimerovou chorobou

Alzheimerova choroba je v současnosti nevyléčitelná a používaná léčiva přináší pacientům jen poměrně nízký prospěch. Tzv. inhibitory acetylcholinesterázy (tacrin, rivastigmin, galantamin a donepezil) snižují degradaci acetylcholinu, což vyrovnává ztrátu acetylcholinu způsobenou degenerací cholinergních center v mozku. Dalším používaným léčivem je memantin ze skupiny inhibitorů NMDA receptorů. Medikace je spíše doplňována psychosociální podporou pacientů a péčí o nemocné.

## Prognóza
Choroba zpravidla není diagnostikována zcela v začátcích a po diagnóze je střední délka dožití 6 let. Méně než 3 % pacientů žijí po diagnóze déle než 14 let. Nemoci podlehne 68 % pacientů, kteří s ní byli diagnostikováni; příčinou úmrtí nejsou zpravidla přímé dopady neurodegenerace mozku, ale i nepřímé dopady nemoci, jako je nižší odolnost vůči infekcím (pneumonie), krevní sraženiny způsobené dlouhým pobytem na lůžku nebo potíže s příjmem potravy.

## Epidemiologie
Dle studie z roku 2000 trpělo Alzheimerovou chorobou 1,6 % populace Spojených států (ve věkové skupině 64–74 let také 1,6 %, ve věkové skupině 75–84 let 19 % a ve skupině nad 84 let až 42 % populace). V rozvojových zemích je onemocnění vzácnější. Kvůli stárnutí populace počet nemocných s Alzheimerovou chorobou roste. Péče o pacienty je velmi časově i finančně náročná a odhaduje se, že celosvětové náklady na péči o pacienty s demencí v roce 2005 činily více než 300 miliard amerických dolarů (>7 bilionů korun), tedy více než činí např. náklady na zdravotní potíže související s kouřením nebo s cukrovkou.